# Stichorkis
Stichorkis là một chi thực vật có hoa trong họ Lan.

## Các loài
1. Stichorkis compressa (Blume) J.J.Wood - Borneo, Java, Sumatra, Sulawesi, Malaysia, Philippines, Việt Nam
2. Stichorkis disticha (Thouars) Pfitzer in H.G.A.Engler & K.A.E.Prantl - Mauritius, Réunion, Comoros
3. Stichorkis endertii (J.J.Sm.) J.J.Wood - Sabah
4. Stichorkis gibbosa (Finet) J.J.Wood - Ấn Độ, Sri Lanka, Myanmar, Lào, Việt Nam, Thái Lan, Malaysia, Indonesia, New Guinea, Solomons, Fiji, New Caledonia, Samoa, Vanuatu
5. Stichorkis lingulata (Ames & C.Schweinf.) J.J.Wood - Sabah
6. Stichorkis lobongensis (Ames) J.J.Wood - Sabah, Sarawak
7. Stichorkis mucronata (Blume) J.J.Wood - Indonesia
8. Stichorkis pandurata (Ames) J.J.Wood - Sabah, Sarawak